# Salix humilis
Salix humilis — вид квіткових рослин із родини вербових (Salicaceae).

## Морфологічна характеристика

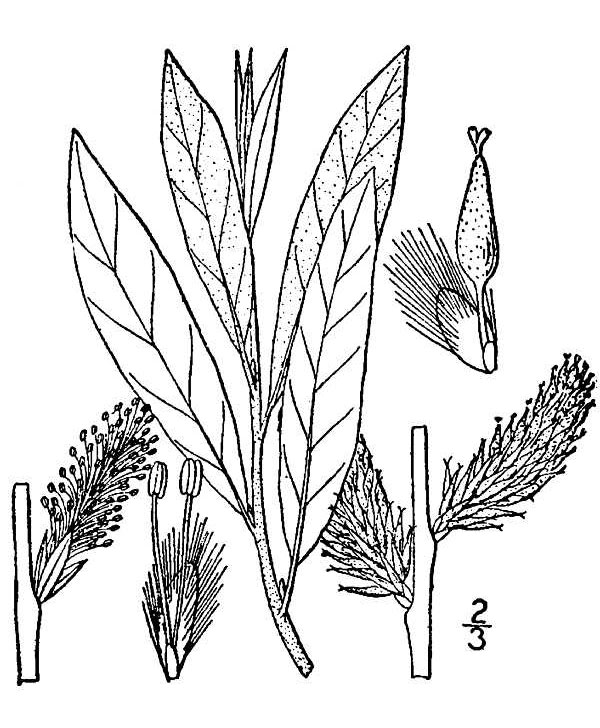

Це кущ 0.3–3 метрів заввишки (утворюють клони відводками). Гілки темно-червоно-коричневі, не або злегка сизі, запушені чи голі; гілочки червоно-коричневі, жовто-коричневі або зеленувато-коричневі, від помірно до дуже щільних ворсинок й до майже голих. Листки на ніжках 0.5–7(12) мм; найбільша листкова пластина вузько видовжена, вузько-еліптична, еліптична, зворотно-ланцетна, зворотно-яйцювата чи широко-зворотно-яйцювата, (13)20-90(135) × 3-23(35) мм; краї загорнуті або плоскі, цільні, городчасті або виїмчасті (залози субмаргінальні); верхівка загострена чи опукла; абаксіальна (низ) поверхня сірувата, від рідко до щільно шерстиста; адаксіальна (верх) поверхня злегка чи сильно блискучі, голі, запушені чи волостисті; молода пластинка зелена, густо-повстисто-запушена чи гола в осі, волоски білі, іноді також залозисті. Сережки квітнуть до появи листя: тичинкові 6.5–34 × 5–19 мм; маточкові 9–47 (55 у плоді) × 5.5–19 мм. Коробочка 5–12 мм. Цвітіння: початок березня — початок червня.

## Середовище проживання
Канада і США (Алабама, Арканзас, Коннектикут, Делавер, Округ Колумбія, Флорида, Джорджія, Іллінойс, Індіана, Айова, Канзас, Кентуккі, Лабрадор, Луїзіана, Мен, Манітоба, Мериленд, Массачусетс, Мічиган, Міннесота, Міссісіпі, Міссурі, Небраска, Нью-Брансвік, Нью-Гемпшир, Нью-Джерсі, Нью-Йорк, Ньюфаундленд, Північна Кароліна, Північна Дакота, Нова Шотландія, Огайо, Оклахома, Онтаріо, Пенсільванія, о. Принца Едуарда, Квебек, Род Айленд, Південна Кароліна, Південна Дакота, Теннессі, Техас, Вермонт, Вірджинія, Західна Вірджинія, Вісконсин). Населяє сухі змішані відкриті ліси та ліси, вологі чи сухі прерії, трав’янисті лисини, лесові скелі, піщані річкові тераси, прибережні пустелі, луки Carex-Typha, болотисті ділянки у відкритих листяних лісах, береги струмків; 20–1600 метрів.

## Використання
Рослина збирається з дикої природи для місцевого використання як ліки.